# Rayk Anders
Rayk Anders (* 2. Juni 1987 in West-Berlin) ist ein deutscher Journalist und Webvideoproduzent.

## Werdegang
Unter dem Pseudonym Freeze verlas Rayk Anders 2007 für das Rap-Magazin hiphop.de die Nachrichten. 2013 begann Anders, neben anderen Tätigkeiten im Street Magazin oder bei TV Berlin, sein Projekt Armes Deutschland, in welchem Rahmen er auf verschiedenen Internetplattformen (z. B. YouTube, Facebook und Twitter) publizierte. Hierbei kommentierte er aktuelle Ereignisse aus der Politik. Dabei nutzte Anders eine vereinfachende Bildsprache, die sich gut über soziale Medien verbreiten ließ, indem er z. B. „Politiker zu Memes um[wandelt]“.
Ende 2015 erschien im ZDF der Dokumentarfilm Verschwörungstheorien – Leben im Wahn von Marc Mauricius Quambusch mit Anders als Moderator, in dem er verschiedene Verschwörungstheorien (z. B. Chemtrails) sowie rechte Randgruppen wie die Reichsbürgerbewegung erklärt und kritisch einordnet.
Vom 12. Juli bis 8. November 2016 arbeitete Anders für kurze Zeit, 5 Ausgaben, mit seinem gegensätzlichen Kollegen Tilo Jung in dem Format Jung & Anders bei Massengeschmack-TV zusammen. Dieses gemeinsame Projekt scheiterte aber schließlich an internen Auseinandersetzungen.
Seit Herbst 2016 hat er mit Headlinez, das sein vorheriges Projekt Armes Deutschland ablöst und sich inhaltlich an diesem anschließt, eine eigene Sendung innerhalb des Online-Medienangebots funk, die sowohl im SWR als auch auf dem Live-Stream-Sender Rocket Beans TV gezeigt wird. Im selben Jahr veröffentlichte Anders sein erstes Buch unter dem Titel Eure Dummheit kotzt mich an im dtv Verlag, welches einige Monate später auch in einer Hörbuch-Version erschien und sich drei Wochen auf der Spiegel-Bestseller-Liste befand. Auch hier nimmt Anders kritisch Stellung gegenüber verschiedenen Verschwörungstheorien und politischen Phänomenen.
Nach einer am 15. September 2017 veröffentlichten Kritik an doppelten Standards der AfD geriet Anders gemäß einem Bericht auf heute+ ins Blickfeld des rechtsradikalen Netzwerks Reconquista Germanica und erhielt, nach Angaben von Stephan Mündges vom ZDF, innerhalb von zwei Tagen zweitausend Hasskommentare zum Video Die AfD und der „Mut zur Wahrheit“ auf seinem YouTube-Kanal.
Am 14. Dezember 2016 wählte die NRW-Fraktion der Piratenpartei Deutschland Anders zum Mitglied der 16. Bundesversammlung, die am 12. Februar 2017 Frank-Walter Steinmeier zum zwölften Bundespräsidenten der Bundesrepublik Deutschland gewählt hat.
2017 bis 2018 recherchierte er zusammen mit dem Recherchenetzwerk von funk für den Dokumentarfilm Lösch Dich: So organisiert ist der Hass im Netz über das rechtsextreme Netzwerk Reconquista Germanica. Hierfür wurde er, gemeinsam mit Patrick Stegemann, im Dezember 2018 mit dem Deutschen Reporterpreis in der Kategorie „Web-Video“ ausgezeichnet. Der Jüdischen Allgemeinen sagte Anders im Interview, ein großes Problem bestehe in der Manipulation von Youtube durch rechte Nutzer: „Diese Szene arbeitet massiv mit gefälschten Accounts und manipulierten Kommentar‐Bereichen.“
Zur Bekämpfung von Falschnachrichten und Hassrede fordert Rayk Anders eine stärkere Kontrolle des Internets: „Das Internet ist eine tolle Sache, und Meinungsfreiheit ein hohes Gut. Aber der Unsinn, der aktuell das Netz überflutet, der Hass, den sich Demonstranten vor Flüchtlingsheimen aus dem Leib schreien, die Halbwahrheiten, mit denen Rechtspopulisten Wähler erschrecken wollen - ich kann es alles nicht mehr hören. Es reicht mir.“
Der YouTube-Kanal von Rayk Anders verfügte am 6. November 2018 über 110.000 Abonnenten sowie über 18,6 Millionen Aufrufe seit seiner Einrichtung am 21. August 2013.
Zum Ende des Jahres 2019 trennten sich Rayk Anders und funk. Anders ist somit nicht mehr Teil des öffentlich-rechtlichen Rundfunks.
Anders ist verheiratet und nach eigener Angabe Agnostiker.

## Auszeichnungen
- 2018 mit dem Deutschen Reporterpreis in der Kategorie „Web-Video“ für den Dokumentarfilm Lösch Dich: So organisiert ist der Hass im Netz

## Publikationen
- Rayk Anders: Eure Dummheit kotzt mich an! Wie Bullshit unser Land vergiftet. dtv Verlagsgesellschaft, München 2016, ISBN 978-3-423-43012-8 (eingeschränkte Vorschau)
- Rayk Anders: Der Barbar in uns muss Liebe finden – Warum das Land verroht und wie wir uns wehren können. dtv Verlagsgesellschaft, München 2021, ISBN 978-3-423-26296-5